# Joachim Albrecht von Bethmann-Hollweg
Pour les articles homonymes, voir Famille de Bethmann, Bethmann et Hollweg.
Temple de la renommée allemand : 1988
Joachim Albrecht von Bethmann-Hollweg (né le 16 décembre 1911 à Kórnik, mort le 23 août 2001 à Royal Tunbridge Wells) est un joueur professionnel allemand de hockey sur glace.

## Carrière
Joachim Albrecht von Bethmann-Hollweg fait toute sa carrière au SC Riessersee, avec qui il devient champion d'Allemagne en 1935.
Il participe aux Jeux olympiques de 1936 où l'équipe d'Allemagne joue à Garmisch-Partenkirchen. Au championnat du monde de hockey sur glace 1934, il remporte la médaille de bronze.